# Ženskij basketbol'nyj klub Spartak Sankt-Peterburg
Lo Ženskij basketbol'nyj klub Spartak Sankt-Peterburg è la sezione di pallacanestro femminile della polisportiva Spartak di San Pietroburgo, in Russia. Fino al 1992, era conosciuta come Spartak Leningrado; è stata poi denominata Baltiyskaya Zwezda.
È stata tre volte vincitrice della Coppa delle Coppe, una della Ronchetti e una dell'EuroCup Women.

## Palmarès
- Coppa Ronchetti: 4

1971-1972, 1972-1973, 1973-1974, 1974-1975
- EuroCup Women: 1

2003-2004